# Siné Massacre
Siné Massacre var en radikal fransk satirtidning först utgiven 1963 av aktivisten och serietecknaren Maurice Sinet (alias Siné). Tidningen var antikolonial, antikaptitalistisk, motståndare till kyrkan och en förespråkare av anarkism.